# Oruza kavatcha
Oruza kavatcha är en fjärilsart som beskrevs av Holloway 1979. Oruza kavatcha ingår i släktet Oruza och familjen nattflyn. Inga underarter finns listade i Catalogue of Life.